# یواس‌اس ال‌اس‌تی-۱۰۴۴
یواس‌اس ال‌اس‌تی-۱۰۴۴ (به انگلیسی: USS LST-1044) یک کشتی است که طول آن ۳۲۸ فوت (۱۰۰ متر) می‌باشد. این کشتی در سال ۱۹۴۴ ساخته شد.